# Powiat buczacki (Galicja)
Powiat buczacki – dawny powiat kraju koronnego Królestwo Galicji i Lodomerii, istniejący w latach 1867–1918. Naczelnikiem powiatu był starosta. Siedzibą c.k. starostwa był Buczacz. Powierzchnia powiatu w 1879 roku wynosiła 11,271 mil kw. (648,53 km²), a ludność 88 239 osób. Powiat liczył 93 osady, zorganizowanych w 87 gmin katastralnych. Na terenie powiatu działały 3 sądy powiatowe – w Buczaczu, Jazłowcu i Monasterzyskach.
Na mocy uchwały Rady powiatowej z dnia 12 maja 1898 powiatowa Kasa Oszczędności w Buczaczu została otwarta 22 kwietnia 1899 na podstawie statutów zatwierdzonych reskryptem c.k. Namieśnictwa we Lwowie z dnia 16 września 1898 l. 81122.

## Urzędnicy powiatowi

### Starostowie
- Dionizy Tchórzewski (m.in. 1867[2], 1868[3], 1869[4], 1870[5], 1871[6], 1872[7], 1873[8], 1874[9], 1875[10])
- Leon Podwiński (m.in. 1876[11])
- Antoni Andaházy (1877[12], 1878[13], 1879[14])
- Stanisław Cieński – w 1879 został mianowany starostą powiatowym, jednak dobrowolnie zrezygnował z tego urzędu by zająć się administracją swych majątków[15] (później – poseł do Rady Państwa z okręgu Stanisławów–Bohorodczany–Tłumacz–Buczacz VII kadencji[16])
- Norbert Lorsch (1882[17], 1883[18], 1884[19], 1885[20], 1886[21], 1887[22], 1888[23])
- Emil Schutt (1890[24], 1891[25], 1892[26], 1893[27], 1894[28], 1895[29], 1896[30])
- Czesław Niewiadomski, doktor[31] (1897[32], 1898[33], 1899[34], 1900[35])
- Ludwik Bernacki (1901[36], 1902[37], 1903[38], 1904[39], 1905[40], 1906[41], 1907[42], 1908[43], 1909[44], 1910[45], 1911[46], 1912[47], 1913[48], 1914[49])
- Józef Dniestrzański (1918)[50]

W latach m.in. 1880, 1881, 1889, 1916, 1917 przez pewien czas posada była opróżniona.

### Komisarze rządowi
- Emil Krawczykiewicz (I kl. 1867[2], 1868[3])
- Juliusz Hornicki (m.in. w 1870[potrzebny przypis], 1871[6], 1872[7], 1873[8])
- Józef Wołoszyński (1875[10], 1876[11], 1877[12])
- Ludwik Tluk-Toszonowicz (1878, w tym roku też zastępca prezydującego c.-k. powiatowej komisji szacunkowej w Buczaczu[55], w 1885 w powiecie staromiejskim[56])
- Józef Harasymowicz (1878[57], 1879[14], 1880[51], 1882)
- Stanisław Cieński (1882, 1883[18])
- Henryk Marcinkiewicz (1883[18], 1884[19], 1885[20], 1887[58], 1888[59], 1890[24], 1901 (starszy)[36])
- Leopold Bełdowski (1901, starszy[36])
- Tadeusz Sozański (starszy kom-rz, 1909[44])
- Stanisław Gaweł (m.in. w 1909[44], 1911[46])
- Edward Zontak, doktor prawa (1911[46])

### Sekretarze
- Aleksander Zieliński (m.in. w 1867[2], 1871[6], 1872[7], 1873[8], 1874[9], 1875[10])
- Benedykt Lewicki (1877[12], 1879[14], 1879[14], 1880[51])
- Hiacynt Zajączkowski (1883[18], 1885[20])
- Mieczysław Burzyński (m.in. w 1897[60])
- Antoni Sidorowicz (1901[36])
- Stanisław Biedermann (w 1902 koncepista Namiestnictwa, przeniesiony z Mościsk[61]; w tym roku skazany na grzywnę w kwocie 20 kor. za obrazę kasjera na stacji kolejowej w Buczaczu[62])
- Antoni Nowotny (1902[63]1909[44])
- Antoni Śnieżek (przydzielony, w 1909[44])
- Adolf Morozowski (1911[46])

### Sędziowie powiatowi w Buczaczu
- Franz (Franciszek[64]) Richter (1867[64], 1868[65])
- Ludwik Repka (m.in. w 1869[66], 1871[67], 1872[68], 1875)[69]
- Karol Hanik (m.in. 1881[70], 1884[71])
- Alfred Posóchowski (m.in. w 1891[72])
- Jakób Cetnarski – sędzia (m.in. w 1894[73]), radca (1896[74], 1897[75])
- Teodor Markow – sędzia (m.in. w 1898[76], 1899[77], 1901[78], 1908[79], 1911[80]), radca wyższego sądu krajowego Królestwa Galicji i Lodomerii.

#### Sekretarze
- Jan Gabrusiewicz (1901[78])

#### Adjunkci
- Leon Czechowicz (m.in. w 1868[65], 1869[66])
- Juliusz Moor (1871[67])
- Romuald Hauser (m.in. w 1871[67], 1872[68])
- Hieronim Wierzchowski (m.in. w 1899[77])

#### Aktuarzy
- Romuald Hauser, Leon Bachtałowski (1869[66])

#### Kanceliści
- Andrzej Kwiatkowski (1869[66])
- Michał Zakrzewski (1871[67])
- Stanisław Sawczyński (1871[67])
- Edward Bojakowski (1899[77], 1901[78])
- Izydor Petersil, Zygmunt Kok (1901[78])

#### Adwokaci
- Teodor Hubrich (lub Teodozy Hubrich[60]) – dr prawa (1891[72], 1894[73], 1896[74], 1897[75], 1898[76]), radny z pierwszego koła wyborczego Rady miejskiej w Buczaczu[60]
- Izydor Ausschnitt (1899[77], 1901[78])
- Leon Alter, Izydor Ausschnitt, Jan Lisowski, Emanuel Meerengel, Emanuel Reiss, Henryk Stern (wszyscy – doktorzy prawa, 1901[78])

#### Notariusze
- Kost' Teliszewski (1899[77], 1901[78])

### Lekarze
- Johann Wein – dr medycyny (m.in. w 1867[2])
- Alojzy Drozdziewicz – dr medycyny, m.in. w 1871[6], 1872[7], 1873[8], 1874[9], 1875[10], 1877[12]
- Maks Rosner – dr medycyny (1879[14], 1880[51], 1881[52])
- Ferdynand Obtułowicz – m.in. w 1882[17], 1883[18], 1884[19], 1885[20], 1886[21], 1887[22], 1891, doktor medycyny[25], honorowy obywatel miast Buczacza, Jazłowca[81]
- Mieczysław Hirschler – m.in. w 1892[26], 1893[27], 1894[28], 1896[30], 1898[33], 1899[34], 1900[35], 1901[36], 1902[37], 1903[38], 1904[39], 1905[40], 1906[41], 1907[42], 1908[43], starszy lekarz (1911[46]), w 1881 – doktor medycyny[82], w latach 1882[83], 1883 – w Tłustem[84]
- Franciszek Sękiewicz – dr medycyny[85]
- Stanisław Janikiewicz – dr, starszy lekarz powiatowy (m.in. w 1915)[86]

### Adjunkci
- Bazyli Studziński (m.in. w 1867[2], 1869[4], 1871[6], 1872[7], 1873[8], 1875[10], 1877[12], 1879[14], 1880[51])
- Singer Wyssogórski Franciszek (Singer von Wysogórski Franz, m.in. w 1867[2], 1871[6])
- Karol Lenczewski (m.in. w 1875[10])

### Praktykanci konceptowi
- Juliusz Zulauf (1877[12])
- Stanisław Linde (1879[14])
- Władysław Jaworski (przeniesiony z Żydaczowa w 1887[87])

### Weterynarze
- Bazyli Maykowski (1901[36])
- Juliusz Strutynski (w 1906 przeniesiony do Przeworska[88])
- Anatol Proskurnicki (1909[44])

### Oddział podatkowy

#### Nadinspektorze podatkowi
- Roman Jabłonowski (m.in. w 1875[10])

#### Inspektorze podatkowi
- Edmund Hiolski (1883[18])
- Alojzy Sonnewend (1885[20])

### Urząd podatkowy

#### Poborcy
- Józef Przybylski (m.in. w 1875[10])
- Karol Schreyer (1883, urz. pod. II klasy), obywatel honorowy Mielca[18]

#### Adjunkci
- Antoni Breiter (m.in. w 1875[10])
- Alojzy Wrzak (1883[18], 1885[20])
- Paweł Telakowski (1901[36])

#### Praktykanci
- Teofan Ostrowercha (1883[18])

### Oddział budownictwa
- Andrij Kukurudza (m.in. w 1867[2])

#### Drogomistrzowie
- Leon Pełka (w Monasterzyskach, 1867[2])
- Józef Raszech (w Monasterzyskach, 1871[6])

## Rada powiatowa

### Prezesi Wydziału
- Krzysztof Błażowski (1869[89])
- Stanisław Pieńczykowski (1870[90])
- Stanisław Matkowski (1871[91], 1872[92], 1873[93], 1874[94])
- Edward Błażowski (m.in. w 1875[95], 1877[96], 1879[97], 1882[98], 1883[99], 1884[100])
- Władysław Czajkowski (1884[101], 1886[102])
- Władysław Wolański (m.in. w 1887[103], 1889[104], 1890[105], 1891[106])
- Jan Antoniewicz-Bołoz (1891[107], 1892[108], 1893[109])
- Maryan Błażowski (1897[110], 1899[111], 1901[112], 1911[113], 1913[114])
- Józef Wolgner (1914)[115], 1918–1919?[116]

### Zastępcy prezesów Wydziału
- Witold Wolański (1869[89])
- Ignacy Cywiński (1870[90])
- Edward Błażowski (m.in. w 1871[91], 1872[92], 1873[93], 1874[94])
- Jan Kaliniewicz, ks. (m.in. w 1875[95])
- Stanisław Szawłowski (1877[96])
- Edward Krzyżanowski (1879[97], 1886[102], 1887[103], 1889[104], 1890[105], 1891[106], 1892[108], 1893[109], 1897[110], 1899[111], 1901[112])
- Artur Cielecki (m.in. w 1882[98], 1883[99])
- Władysław Czajkowski (1884[100])
- Józef Wolgner (1913)[114]
- Władysław Maurycy Wolański (1914)[115]

### Członkowie Wydziału
- Edward Błażowski (m.in. w 1869[89])
- Władysław Czajkowski, Stanisław Matkowski, Kaspar Skotnicki (wójt), Stanisław Szawłowski, Władysław Wolański (1870[90])
- Jan Kaliniewicz, ks., Jan Manasterski, Ludwik Repka, Emeryk Romanowski, Stanisław Szawłowski (1872[92], 1873[93])
- Władysław Bogucki, Artur Cielecki, Władysław Czajkowski, Jan Manasterski, Izrael Herz Safrin (m.in. w 1875[95])
- Władysław Bogucki, Iwan Ciupyk[117], Władysław Czajkowski, Stanisław Matkowski, Bernard Stern (1879[97])
- Władysław Bogucki, Iwan Ciupyk, Władysław Czajkowski, Romuald Poniński, Bernard Stern (1882[98])
- Iwan Ciupyk, Bernard Stern, Romuald Poniński (1883[99], 1884[100])
- Jan Borkowski, Jan Manasterski, Albin Słoniecki, Władysław Wolański, Bernard Stern (1886[102])
- Marjan Błażowski, Jan Manasterski, Albin Słoniecki, Ludwik Szawłowski, Bernard Stern (1890[105], 1891[106])
- Marjan Błażowski, Jan Borkowski, Bernard Stern, Ludwik Szawłowski, 1 miejsce vacat (1892[108])
- Marjan Błażowski, Jan Manasterski, Bernard Stern, Ludwik Szawłowski, 1 miejsce vacat (1893[109])
- Jan Antoniewicz-Bołoz, Artur Cielecki, Jan Manasterski, Bernard Stern, Ludwik Szawłowski (1897[110], 1901[112])

### Zastępcy członków Wydziału
- Maciej Andrzejowski, Władysław Czajkowski (1871[91])
- Nusin Pohorille (m.in. w 1875[95])
- Maryan Błażowski (1886[102])
- Oskar Potocki (1887[103], 1889[104])
- Józef Wolgner (1899[111])
- ks. Łeontyn Łuszpynski (1901[112])

### Członkowie
- Romuald Morawski, Włodzimierz Morawski (1870[90])
- Maciej Andrzejowski[118] (1871[91])
- Iwan Bociurko[119], Demko Łesiw[120] (1872[92], 1873[93])
- Izrael Herz Safrin, burmistrz Monasterzysk, z grupy gmin miejskich (1874, 1875, 1876, 1877)
- Edward Krzyżanowski (1883[99], 1886[102])
- Artur Cielecki, Jan Ciupik, Mykoła Kosarczyn, Emil Potocki, Bernard Stern (1884[100])
- Iwan Ołesnycki (wzgl. Jan Oleśnicki, m.in. 1885[121])
- Chune Necheles, Józef Rosenbaum, Jonasz Sokal, Bernard Stern (wszyscy z grupy gmin miejskich w 1892[108])
- Izydor Ausschnitt, Dmytro Matuszewski (1901[112])
- Franciszek Zych – w 1911 jako przedstawiciel grupy gmin miejskich[122]
- Pawło Kozar (1913)[114]

### Sekretarze
- Mieczysław Burzyński (m.in w 1887[103], 1892[108])
- Mieczysław Buczyński (m.in w 1901[123])